# Corredor Interoceánico del Istmo de Tehuantepec
El Corredor Interoceánico del Istmo de Tehuantepec (CIIT) es un proyecto de ruta comercial y de tránsito en el sur de México que conecta los océanos Pacífico y Atlántico mediante el Ferrocarril del Istmo de Tehuantepec, destinado a carga y pasajeros. El proyecto incluye la modernización y expansión de puertos clave como Salina Cruz (Oaxaca) y Coatzacoalcos (Veracruz), además de las refinerías de Minatitlán y Salina Cruz. También se planea atraer inversionistas privados con la creación de 10 parques industriales en la zona del istmo y dos más en Chiapas. Desde el punto de vista jurídico, el CIIT es un organismo público descentralizado, con personalidad jurídica propia y patrimonio independiente, creado por decreto presidencial en 2019 para ejecutar este proyecto.
Su objetivo es convertirse en una plataforma global para la producción y traslado de mercancías entre el Pacífico y el Atlántico a través del Istmo, impulsando el desarrollo económico, productivo y cultural de la región con una visión integral, sustentable, sostenible e incluyente. El proyecto ofrece una alternativa logística para el traslado de mercancías en las rutas comerciales mundiales, utilizando infraestructura ferroviaria, portuaria, aeroportuaria y vial desarrollada en el Istmo de Tehuantepec. Se espera que impulse el comercio con países de América, Europa, Oceanía y Asia.

## Historia
En 1907, durante el gobierno de Porfirio Díaz, se inauguró el corredor ferroviario con el propósito de agilizar el transporte de mercancías desde el océano Pacífico hasta la costa este de Estados Unidos. Esta infraestructura ferroviaria permitió el tránsito diario de aproximadamente 60 trenes y fomentó el crecimiento de ciudades como Salina Cruz, en Oaxaca, y Coatzacoalcos, en Veracruz. Sin embargo, su desarrollo se vio afectado por diversos factores nacionales, así como por la apertura del Canal de Panamá en 1914, que ofreció una alternativa de transporte más eficiente.

## Tren Interoceánico
El sistema del Tren Interoceánico (Ferrocarril del Istmo de Tehuantepec), cuenta con tres líneas:
- FA: Conexión con Coatzacoalcos, un ramal a Dos Bocas y con el Tren Maya en Palenque.
- K: Conexión con Salina Cruz y Tapachula cerca del Ferrocarril rápido de Guatemala.
- Z: Conexión con Coatzacoalcos y Salina Cruz, así como con parques industriales.

Se contempla principalmente el uso de la línea Z inaugurada en 1907 y la cual será rehabilitado para fungir como interconexión entre el puerto de Salina Cruz en el océano Pacífico y el puerto de Coatzacoalcos en el océano Atlántico. El proyecto considera la implementación de un servicio de transporte de pasajeros a través un complejo ferroviario de Salina Cruz, Oaxaca a Coatzacoalcos, Veracruz el cual constaría de 35 paradas y 14 estaciones de las cuales se construirían 8, se restaurarían 4 y se rehabilitarían 2, según la propuesta inicial presentada en 2020.
También se rehabilitarán las líneas que corren desde Ixtepec hasta la ciudad fronteriza con Guatemala de Tapachula,  y de Coatzacoalcos a la estación de Palenque del Tren Maya. En 2024 se plantearon nuevas vías paralelas a las líneas, exclusivamente para agilizar el transporte de carga.

## Canal navegable
El Grupo OR-B busca la creación de un canal navegable denominado Vientos del Sur. De aprobarse el proyecto se lograría concretar mediante los cuerpos de agua de la región, que son el río Coatzacoalcos y las lagunas de Juchitán de Zaragoza.  Además de los puertos terrestres y marítimos existentes, se busca la creación de puertos fluviales-lacustres.

## Puertos hídricos

### Marítimos
- Salina Cruz, Oaxaca: En el Océano Pacífico es propiedad del  CIIT, conectará con las líneas K y Z.

- Coatzacoalcos, Veracruz: En el Océano Atlántico es propiedad del  CIIT, conectará con las líneas FA y Z.

- Dos Bocas, Tabasco: En el Océano Atlántico es propiedad de PEMEX, conectará con la línea FA.

- Puerto M. Arista, Chiapas cercano a la línea FA.

- Puerto Madero, Chiapas conectará a través de un ramal con la línea FA, y  con el Tren de Guatemala (FEGUA).

### Fluviales y lacustres
Estás terminales pueden formar parte del corredor:
- Nanchital, Veracruz en la Zona metropolitana de Coatzacoalcos.

- Jesús Carranza, Veracruz cerca de la estación del mismo nombre en la línea Z.

## Parques industriales
El proyecto busca convertirse en un centro de producción para diversos sectores industriales mediante la edificación de diez parques industriales localizados a lo largo de la región, promoviendo una plataforma logística y productiva que satisfaga de forma integral las necesidades globales contemporáneas.
Para la construcción de los diez parques industriales, se prevé una inversión de 4 mil 600 millones de pesos de presupuesto asignado.
Los parques industriales del Estado de Veracruz están en:
- Coatzacoalcos (donde se construirán dos parques),
- Jáltipan,
- Texistepec y
- San Juan Evangelista

Y los de Oaxaca esta en:
- Salina Cruz,
- Ciudad Ixtepec,
- Asunción Ixtaltepec,
- Mixtequilla y
- San Blas Atempa .

## Distribución energética

### Petroquímica
El puerto de Coatzacoalcos es uno de los más importantes en movimiento de carga petroquímica, cuenta con patios contenedores, se está instalando una planta de etanol y se está construyendo la terminal química Puerto México. El puerto de Salina Cruz también mueve carga de este tipo.
Las conexiones con la Refinería Olmeca en Dos Bocas también serán importantes para está industria.

### Gasoductos y oleoductos
Se renuevan oleoductos para la distribución de gas natural. También se planea la construcción de un gasoducto que atraviese el Istmo de Tehuantepec, este gasoducto daría paso a construir una planta de licuado en Salinas Cruz, Oaxaca.
El nuevo gasoducto en el Corredor Interoceánico del Istmo de Tehuantepec se espera que sume casi cerca de 300 kilómetros a la red de gasoductos que actualmente se compone de ocho mil 18 kilómetros.
Esta construcción tiene un costo de 19 mil millones de pesos, y está a cargo de la empresa Temura Service & Consulting S.C., contratada por la Comisión Federal de Electricidad (CFE).

### Energía eólica
El istmo y Golfo de Tehuantepec se caracterizan por recibir fuertes ráfagas una buena parte del año, ocasionado por fenómenos como el Anticiclón de las Azores y el viento de montaña conocido como evento de Norte o Tehuano, esto es aprovechado por el sector energético.
Se promoverá su uso en los Polos de Desarrollo del Bienestar, esta contemplado su implementación en cuatro de los diez polos con potencial de uso mixto, teniendo parques eólicos con parques industriales. Se contará con una red interoceánica de fibra óptica. 

## Infraestructura aérea
- Aeropuerto Internacional de Minatitlán.

- Aeropuerto Nacional de Ixtepec.

- Aeronaval de Salina Cruz.

- Aeropuerto Internacional de Palenque.

## Administración pública

### Directores
- Rafael Marín Mollinedo (24 de junio de 2019[15]-26 de noviembre de 2022[16]).

- Raymundo Pedro Morales Ángeles (29 de noviembre de 2022[17]-30 de septiembre de 2024).

- Juan Carlos Vera Minjares (1 de octubre de 2024[18]-Actualmente en el cargo).